# Infozentrum Wasserbau
Das Infozentrum Wasserbau ist die wissenschaftliche Bibliothek der Bundesanstalt für Wasserbau in Karlsruhe. Für die Wasser- und Schifffahrtsverwaltung des Bundes (WSV) ist es  Literatur-, Informations- und Dokumentationsstelle, zudem beherbergt es die Fachbibliothek des Kuratoriums für Forschung im Küsteningenieurswesen und das Historische Bildarchiv der Bundeswasserstraßen.

## Bestand
Der Bestand des IZW umfasst über 100.000 Medieneinheiten. Darunter befinden sich neben Büchern auch Karten, Normwerke und Zeitschriften. Hauptsammelbereiche sind der Wasserbau sowie Bau- und Geotechnik, aber auch die Informationstechnik. Neben den analogen Angeboten in der Bibliothek am Standort Karlsruhe digitalisiert das IZW auch fortlaufend seinen Bestand. In seinem elektronischen Bibliotheksportal stehen verschiedene Informationsdienste zur Verfügung.

## Fachinformationsdienste
Durch das IZW werden verschiedene Fachinformationsdienste für die Öffentlichkeit angeboten.
- Technischen Regelwerk Wasserstraßen
- Standardleistungskataloge Wasserbau
- Transportmengenvisualisierung Bundeswasserstraßen
- Projektinformationen zur Verkehrswegelplanung Bundeswasserstraßen
- Hydraulic Engineering Repository HENRY
- Lernplattform IZW-Campus
- Wasserbauliches Methodenwiki BAWiki

## Historisches Bildarchiv der Bundeswasserstraßen
Eine besondere Einrichtung des IZWs ist das Historische Bildarchiv der Bundeswasserstraßen. Es zeigt Aufnahmen aus der Entwicklung der deutschen Wasserstraßen in den letzten 150 Jahren und umfasst derzeit rund 25.000 Medieneinheiten.